# Cabarz
Cabarz ist ein Ortsteil von Bad Tabarz im Landkreis Gotha in Thüringen.

## Lage
Cabarz befindet sich am Nordrand des Thüringer Waldes im oberen Talabschnitt der Laucha. Die geographische Höhe des Ortes beträgt 410 m ü. NN.

## Geschichte
Im Jahre 1378 wurde Cabarz als „Villa Keywers“ erstmals urkundlich erwähnt. Cabarz und Tabarz wurden um 1400 von den Herren von Laucha für 155 Schock Freiberger Groschen an das Kloster Reinhardsbrunn verkauft.
Die Mehrzahl der Bewohner waren als Waldbauern tätig und rodeten die siedlungsnahen Waldflächen für die Anlage von Äckern und Weiden. Ackerbau erfolgte an Berghängen zum Teil auf angelegten Terrassen, die auch heute noch am Nonnenberg und am Tabarzer Berg unterhalb des Waldrestaurants Deysingslust zu sehen sind. Auch der Bergbau und das Köhler-Handwerk waren vertreten. Cabarz hatte lange Zeit die größte Bedeutung unter den Orten der Umgebung, da dort die erste Schule und Kirche standen. Alle Einwohner des Tales waren hier eingepfarrt und eingeschult.
Nach der Auflösung des Klosters Reinhardsbrunn im Jahre 1525 gehörte der Ort zum landesherrschaftlichen Amt Reinhardsbrunn, das ab 1640 zum Herzogtum Sachsen-Gotha, ab 1672 zum Herzogtum Sachsen-Gotha-Altenburg und ab 1826 zum Herzogtum Sachsen-Coburg und Gotha gehörte. Ab 1920 lag der Ort im Land Thüringen.
Der heutige Ort Tabarz hieß zunächst Großtabarz und entstand durch Eingemeindung der angrenzenden Gehöfte, Mühlen und Orte Kleintabarz und Cabarz. An einer Wegkreuzung, 500 m nördlich von Cabarz, befand sich im Mittelalter ein Sondersiechenhaus an der Altstraße nach Fischbach und Waltershausen in der Flur „Heilig Kreuz“, es trug den Namen „Nonnenberg“, da es mit Waldbesitz am Nonnenberg begütert war.

## Dorfkirche
Die namenlose Dorfkirche zu Cabarz hat eine bewegte Vergangenheit. Kurfürst Johann Friedrich der Großmütige verfügte Anfang des 16. Jahrhunderts, Cabarz mit den umliegenden Orten Kleintabarz, Großtabarz und Nonnenberg nach Langenhain einzupfarren. 1536 bekam das Kirchspiel einen eigenen Pfarrer. Ernst I. der Fromme ließ 1650 eine eigene Pfarrkirche errichten. Die Kirchgemeinde Fischbach, bisher zu Schwarzhausen gehörig, wurde dem Kirchspiel zugeschlagen und Andreas Erlemann als erster Pfarrer installiert. 1660 entstand für die wachsende Kirchgemeinde ein neues Gotteshaus, das jedoch am 15. November 1669 niederbrannte. Dem Brand fielen auch die Schulwohnung, 16 Privathäuser und drei Scheunen zum Opfer. Brandursache war ein Feuer, das in einer Scheune des Dorfes ausgebrochen war. Die Kirchenchronik enthält Eintragungen, was gerettet werden konnte, so auch die erste Taufe des Sohnes von Hermann Kohlhaas, die Pfarrer August Leonhard am 22. November 1669 „unter freiem Himmel“ vornahm. Von 1670 bis 1673 errichtete man die Kirche neu, wofür die Kosten von 850 Gulden von den einzelnen Gemeinden getragen wurden. 1713 wurde eine neue Orgel angeschafft, ein hölzernes Tonnengewölbe und zwei bzw. teils drei Emporengeschosse eingebaut. Auch die Kanzel mit Schalldeckel stammt aus dieser Zeit. Am 19. August feierte man die Einweihung der Kirche und am 13. September 1673 das Aufsetzen des Turmknopfes. Eine neue Orgel aus der Werkstatt des Großtabarzer Orgelbauers Johann Valentin Knauf wurde von 1823 bis 1825 installiert. Im Ersten Weltkrieg musste die Kirche wie viele andere zwei ihrer Glocken und die Zinnpfeifen der Orgel zu Kriegszwecken abgeben. In DDR-Zeiten erfolgte eine Neueindeckung des Daches und des Turmes. Nach der Wende erneuerte man die Turmvorderseite und später die drei anderen Fassaden der Kirche in Verbindung mit einer Schwammsanierung und der Renovierung des Innenraumes.
Die Dorfkirche ist heute ein geschütztes Kulturdenkmal.

## Sehenswürdigkeiten
- Das Heimatmuseum findet man dicht bei der Kirche in der ehemaligen Dorfschule. Das Museum kann eine bewegte Geschichte vorweisen. 1899 musste das Gebäude wegen einer Straßenverbreiterung um 4,25 m verrückt werden.
- Der Kurpark Winkelhof ist am südlichen Ortsrand angelegt, mit einer Bühne für Konzert- und Theaterveranstaltungen.